# Paul Berg (snowboard)
Paul Berg (Bergisch Gladbach, 26 de septiembre de 1991) es un deportista alemán que compite en snowboard. Ganó una medalla de bronce en el Campeonato Mundial de Snowboard de 2019, en la prueba de campo a través por equipo mixto.

## Medallero internacional
| Campeonato Mundial | Campeonato Mundial         | Campeonato Mundial | Campeonato Mundial              |
| Año                | Lugar                      | Medalla            | Competición                     |
| ------------------ | -------------------------- | ------------------ | ------------------------------- |
| 2019               | Park City (Estados Unidos) | Medalla de bronce  | Campo a través por equipo mixto |